# Mortes em janeiro de 2012
Mortes em 2012: ← Janeiro – Fevereiro – Março – Abril – Maio – Junho – Julho – Agosto – Setembro – Outubro – Novembro – Dezembro →
Esta é uma relação de pessoas notáveis que morreram durante o mês de janeiro de 2012, listando nome, nacionalidade, ocupação e ano de nascimento.

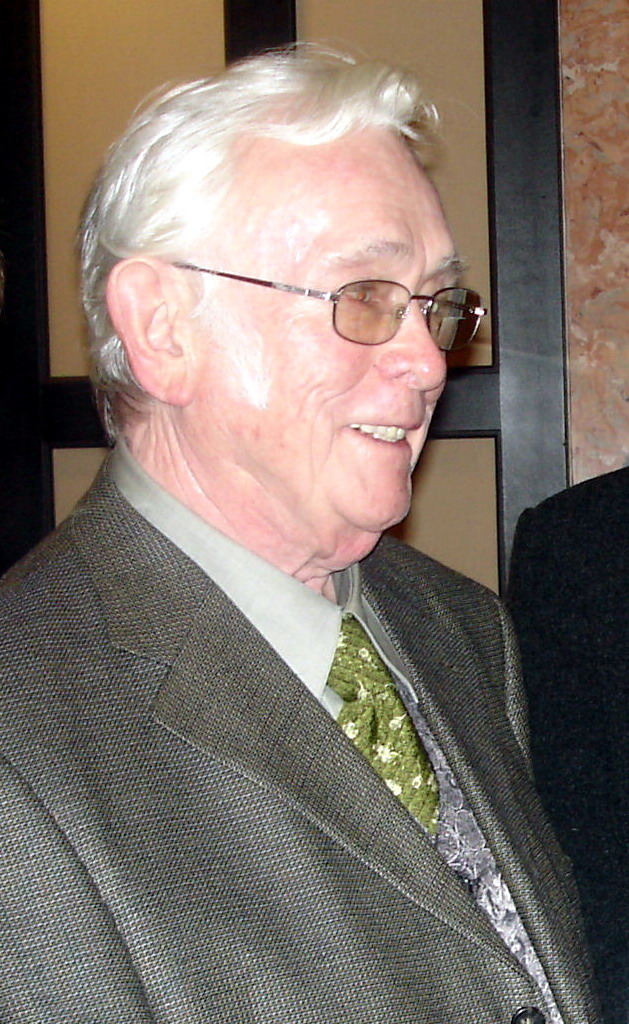
Josef Škvorecký, escritor tcheco.

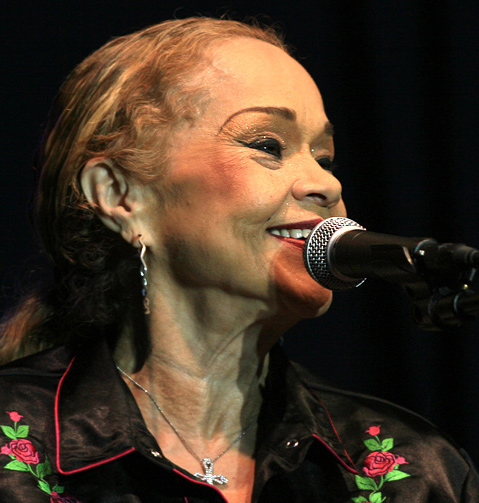
Etta James, cantora estadunidense.

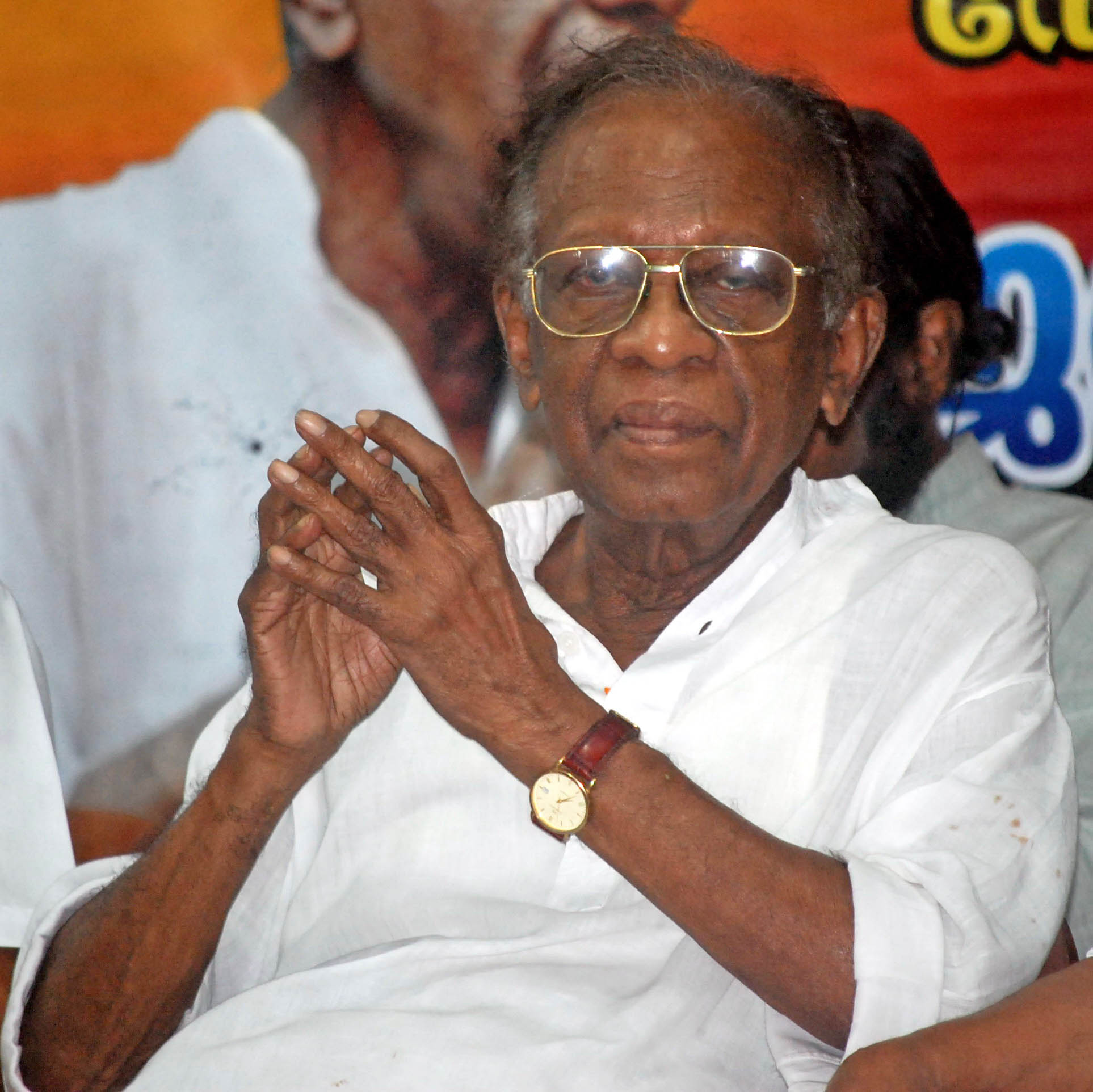
Sukumar Azhikode, escritor indiano.

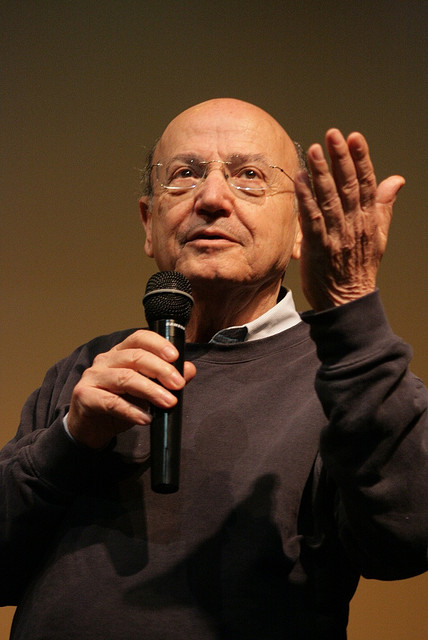
Theodoros Angelopoulos, cineasta grego.

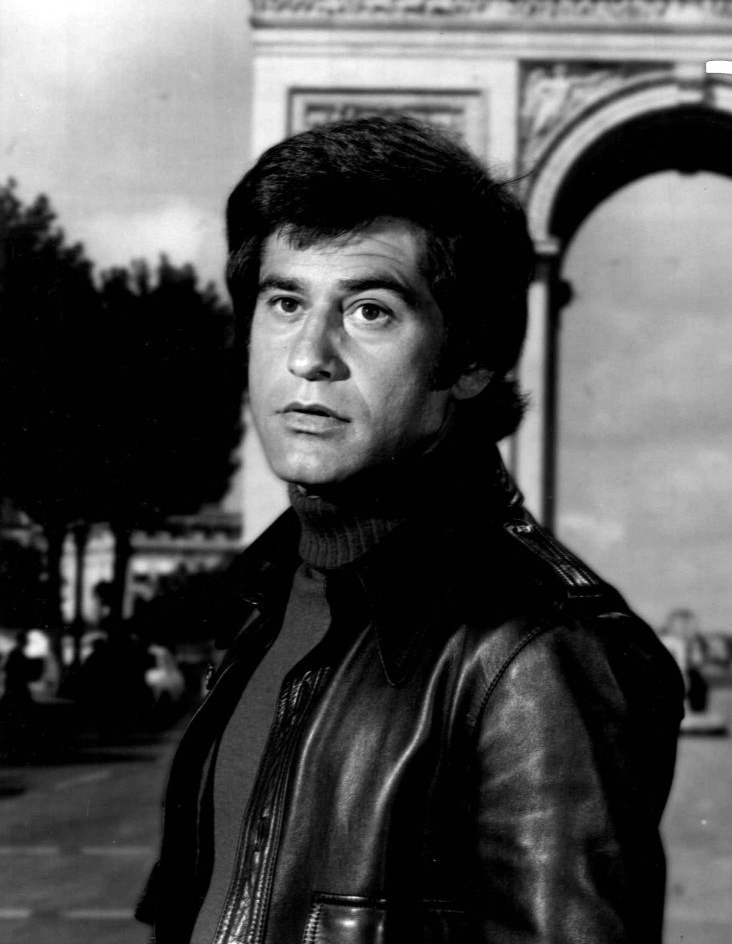
James Farentino, ator estadunidense.

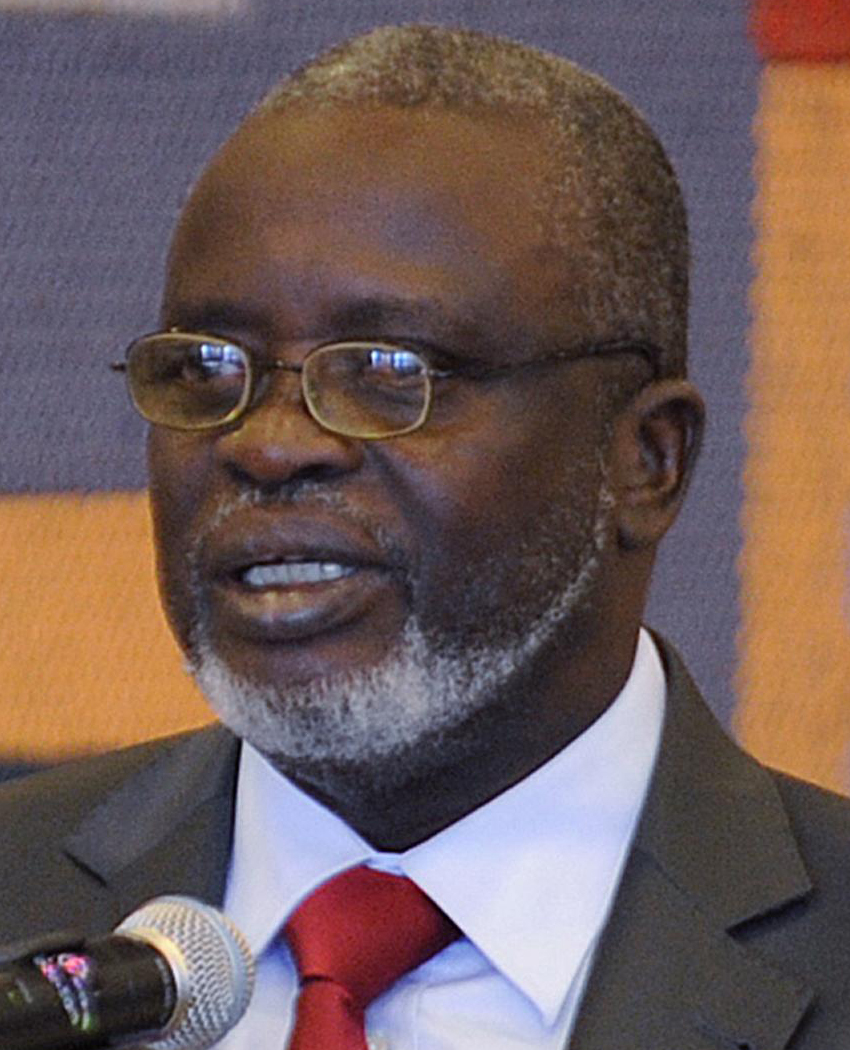
Malam Bacai Sanhá, político guineense.

| Dia | Nome                         | Profissão ou motivo de reconhecimento  | Nacionalidade             | Ano de nasc. | Ref    |
| --- | ---------------------------- | -------------------------------------- | ------------------------- | ------------ | ------ |
| 1   | Alfredo Battisti             | Religioso                              | Itália                    | 1925         | [ 1 ]  |
| 1   | Bob Anderson                 | Esgrimista olímpico                    | Reino Unido               | 1922         | [ 2 ]  |
| 1   | Carlos Soria                 | Político                               | Argentina                 | 1949         | [ 3 ]  |
| 1   | Carlos Valadares             | Narrador                               | Brasil                    | 1946         | [ 4 ]  |
| 1   | Jorge Martínez Boero         | Motociclista                           | Argentina                 | 1972         | [ 5 ]  |
| 1   | Marcelle Narbonne            | Supercentenária                        | Argélia/ França           | 1898         | [ 6 ]  |
| 1   | Nina Miranda                 | Cantora                                | Uruguai                   | 1925         | [ 7 ]  |
| 2   | Arend Voortman               | Economista e político                  | Países Baixos             | 1930         | [ 8 ]  |
| 2   | Beatriz Bandeira             | Militante dos direitos humanos         | Brasil                    | 1909         | [ 9 ]  |
| 2   | Ivan Călin                   | Político                               | Moldávia                  | 1935         | [ 10 ] |
| 3   | Josef Škvorecký              | Escritor                               | Chéquia                   | 1924         | [ 11 ] |
| 3   | Stepan Oshchepkov            | Canoísta                               | Rússia                    | 1934         | [ 12 ] |
| 3   | Vicar                        | Cartunista e ilustrador                | Chile                     | 1934         | [ 13 ] |
| 4   | Eve Arnold                   | Fotógrafa                              | Estados Unidos            | 1912         | [ 14 ] |
| 4   | Osmar Navarro                | Cantor e compositor                    | Brasil                    | 1928         | [ 15 ] |
| 4   | Robert McKenzie              | Futebolista                            | Austrália                 | 1928         | [ 16 ] |
| 5   | Pedro Osório                 | Maestro                                | Portugal                  | 1939         | [ 17 ] |
| 6   | Anilda Leão                  | Atriz, escritora e militante feminista | Brasil                    | 1923         | [ 18 ] |
| 6   | Bob Holness                  | Apresentador de TV                     | África do Sul/ Inglaterra | 1928         | [ 19 ] |
| 8   | Alexis Weissenberg           | Pianista                               | Bulgária                  | 1929         | [ 20 ] |
| 8   | Stefano Scodanibbio          | Compositor e músico                    | Itália                    | 1956         | [ 21 ] |
| 9   | Augusto Gansser              | Geólogo                                | Suíça                     | 1910         | [ 22 ] |
| 9   | Malam Bacai Sanhá            | Presidente de seu país                 | Guiné-Bissau              | 1947         | [ 23 ] |
| 10  | José Freire de Oliveira Neto | Religioso                              | Brasil                    | 1928         | [ 24 ] |
| 11  | Jair Francisco Hamms         | Escritor                               | Brasil                    | 1935         | [ 25 ] |
| 13  | Curt Meyer-Clason            | Escritor e tradutor                    | Alemanha                  | 1910         | [ 26 ] |
| 13  | Lefter Küçükandonyadis       | Futebolista e treinador                | Turquia                   | 1925         | [ 27 ] |
| 13  | Miljan Miljanić              | Futebolista e treinador                | Sérvia                    | 1930         | [ 28 ] |
| 13  | Rauf Denktaş                 | Político e fundador do Chipre          | Turquia                   | 1924         | [ 29 ] |
| 14  | Arfa Karim Randhawa          | Especialista em informática            | Paquistão                 | 1995         | [ 30 ] |
| 15  | Fernando Peixoto             | Diretor e ator                         | Brasil                    | 1937         | [ 31 ] |
| 15  | Manuel Fraga Iribarne        | Político                               | Espanha                   | 1922         | [ 32 ] |
| 15  | Teodoro Freire               | Mestre de bumba-meu-boi                | Brasil                    | 1920         | [ 33 ] |
| 16  | Bartolomeu Campos de Queirós | Escritor                               | Brasil                    | 1944         | [ 34 ] |
| 16  | Carminha Mascarenhas         | Cantora                                | Brasil                    | 1930         | [ 35 ] |
| 16  | Gustav Leonhardt             | Pianista e maestro                     | Países Baixos             | 1928         | [ 36 ] |
| 16  | Jimmy Castor                 | Saxofonista                            | Estados Unidos            | 1947         | [ 37 ] |
| 17  | Johnny Otis                  | Músico                                 | Estados Unidos            | 1921         | [ 38 ] |
| 17  | Julius Meimberg              | Aviador                                | Alemanha                  | 1917         | [ 39 ] |
| 19  | Giancarlo Bigazzi            | Compositor                             | Itália                    | 1940         | [ 40 ] |
| 19  | Yedda Alves                  | Atriz                                  | Brasil                    | 1928         | [ 41 ] |
| 20  | Etta James                   | Cantora                                | Estados Unidos            | 1938         | [ 42 ] |
| 20  | Pio Zamuner                  | Cineasta                               | Itália                    | 1935         | [ 43 ] |
| 21  | Vincenzo Consolo             | Escritor                               | Itália                    | 1933         | [ 44 ] |
| 22  | Joe Paterno                  | Treinador de futebol americano         | Estados Unidos            | 1926         | [ 45 ] |
| 22  | Pierre Sudreau               | Político                               | França                    | 1919         | [ 46 ] |
| 23  | João Loredo                  | Ator e cantor                          | Brasil                    | 1930         | [ 47 ] |
| 24  | James Farentino              | Ator                                   | Estados Unidos            | 1938         | [ 48 ] |
| 24  | Sukumar Azhikode             | Escritor e crítico                     | Índia                     | 1926         | [ 49 ] |
| 24  | Theodoros Angelopoulos       | Cineasta                               | Grécia                    | 1936         | [ 50 ] |
| 26  | Djaci Falcão                 | Jurista e magistrado                   | Brasil                    | 1919         | [ 51 ] |
| 26  | Ian Abercrombie              | Ator                                   | Inglaterra                | 1934         | [ 52 ] |
| 26  | Orlando Batista              | Narrador esportivo                     | Brasil                    | 1928         | [ 53 ] |
| 27  | Nilo Biazzetto               | Futebolista                            | Brasil                    | 1922         | [ 54 ] |
| 27  | Roberto Mières               | Automobilista                          | Argentina                 | 1924         | [ 55 ] |
| 27  | Tobias Felippe               | Industrial                             | Brasil                    | 1921         | [ 56 ] |
| 29  | Camilla Williams             | Soprano                                | Estados Unidos            | 1919         | [ 57 ] |
| 29  | François Migault             | Automobilista                          | França                    | 1944         | [ 58 ] |
| 29  | Oscar Luigi Scalfaro         | Político                               | Itália                    | 1918         | [ 59 ] |
| 29  | Poul Trier Pedersen          | Jornalista e escritor                  | Dinamarca                 | 1922         | [ 60 ] |
| 30  | Al Rio                       | Cartunista                             | Brasil                    | 1962         | [ 61 ] |
| 30  | Linduarte Noronha            | Cineasta                               | Brasil                    | 1930         | [ 62 ] |
| 30  | Moacir Micheletto            | Político                               | Brasil                    | 1942         | [ 63 ] |
| 31  | Dorothea Tanning             | Pintora                                | Estados Unidos            | 1910         | [ 64 ] |
| 31  | Leslie Carter                | Cantora                                | Estados Unidos            | 1986         | [ 65 ] |
| 31  | Seixas Dória                 | Político                               | Brasil                    | 1917         | [ 66 ] |